# .429 DE
.429 DE bezeichnet eine Patrone für Pistolen.

## Bezeichnung
Im deutschen Nationalen Waffenregister (NWR) wird die Patrone unter Katalognummer 2557 unter folgenden Bezeichnungen geführt (gebräuchliche Bezeichnungen in Fettdruck)
- .429 DE (Hauptbezeichnung)
- .429 Desert Eagle Magnum

## Beschreibung
Die Patrone im Kaliber .429 DE (Desert Eagle) ist eine Patrone für Pistolen, die 2018 von Magnum Research eingeführt worden ist. Die Patrone wurde speziell für Desert-Eagle-Pistolen entworfen. Entwicklungszweck waren einerseits sportliche Zwecke, auf der anderen Seite die Jagd, da in manchen US-Bundesstaaten .50-Kaliber-Faustfeuerwaffen für die Jagd nicht zulässig sind. Aus einem 6-Zoll-Lauf weist das Kaliber .429 DE 25 % mehr Geschwindigkeit und 45 % mehr Energie gegenüber einer .44 Magnum-Patrone auf.